# Hamburger Börse

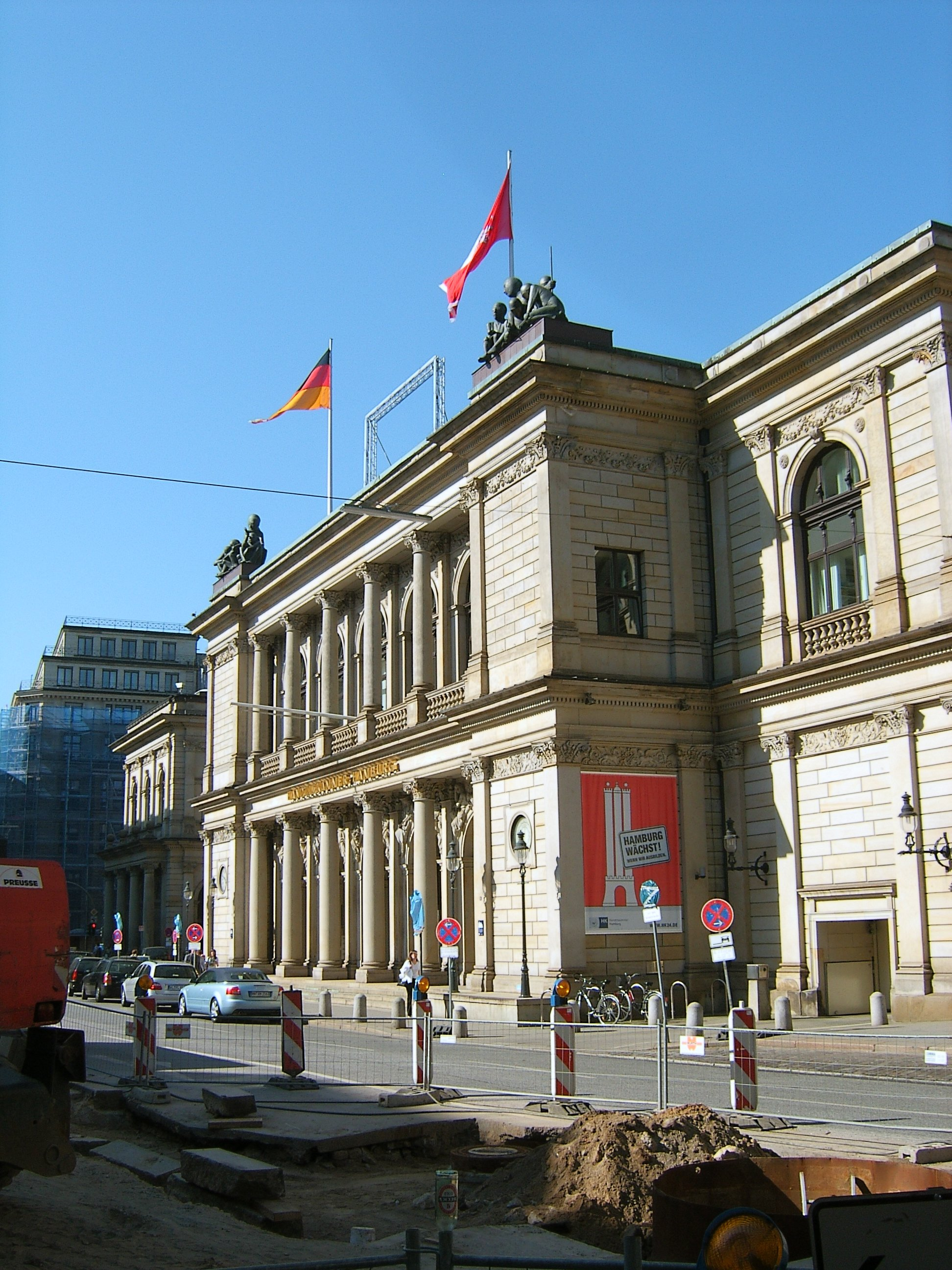
Hamburger Börse.

Hamburger Börse är ett börshus i Hamburg, Tyskland grundat 1558 som handlar med fastigheter, värdepapper, försäkringar, spannmål, kaffe och information. Hamburgs börs drivs av Hamburgs handelskammare.